# Атанас Попов (политик)
Вижте пояснителната страница за други личности с името Атанас Попов.
Атанас Георгиев Попов е роден в с. Михайлово (Област Враца) през 1904 година в семейството на известния учител в Оряховския край Георги Атанасов Попов. Завършва Ломското педагогическо училище и философия в Софийския университет.

## Биография
През 1929 година заминава за Германия с Хумболтова стипендия, където през 1931 година защитава научната степен „Доктор по философия, социология и журналистика“. Изявява се като последовател на големия български учен професор Димитър Михалчев. Председател е на академичното философско дружество и е технически уредник и редактор на първото в България философско списание „Философски преглед“, издавано от проф. Михалчев. Подготвя и редактира библиотека „Научна философия“, от която са издадени три тома – неговата книга „Проблемата за действителността“ (1935) и преводите на два тома немска философска литература. След преврата от 19 май 1934 година с група съмишленици създават българо-съветско дружество, на което става секретар. През 1940 година е избран за народен представител в XXV обикновено народно събрание. След 9 септември 1944 г. го сполетява съдбата на всички народни представители от това народно събрание – осъден е на 15 години затвор от Народния съд. След излежаване на присъдата не е приет в средите на философите марксисти, защото отрича марксистко-ленинската философия като я нарича „утопия, която може да се наложи само чрез брутално насилие“. След събитията в Унгария отново е осъден на 3 години затвор през 1958 година, а след това е въдворен в Ново село (сега квартал в гр. Априлци), област Ловешка, където работи като дървосекач и събирач на гъби, горски плодове и билки. Умира през 1991 година в София.

## Семейство
Женен е за Лилия Сталева, специалист по френски език и литература, направила едни от най-добрите преводи на френските класици на български език. Техният син Васил Попов (1942 – 1990) е надарен математик, станал професор на 39-годишна възраст. Внук на Атанас Попов е писателят Алек Попов.